# Jayakanthan
Jayakanthan (tamoul : ஜெயகாந்தன்) est un écrivain tamoul, essayiste, journaliste, pamphlétaire, réalisateur de films et critique, né le 24 avril 1934 à Gondelour et mort le 8 avril 2015 à Chennai.

## Biographie
Durant sa jeunesse Jayakanthan quitte sa famille et se rend à Chennai, où il adhère au Parti communiste d'Inde. Il se consacre à l'écriture de romans, dont plusieurs sont adaptés à l'écran. Il publie également des nouvelles et des poèmes.
Jayakanthan est un écrivain reconnu malgré ses idées non conformistes. Ses romans relatent la vie des classes populaires.

## Récompenses
En 2002, Jayakanthan reçoit le Prix Jnanpith. Il remporte également le prix de la Sahitya Akademi.
L'écrivain est décoré de la Padma Bhushan en 2009.